# Gem of the Ocean
Gem of the Ocean è un'opera teatrale del drammaturgo statunitense August Wilson, portata al debutto a Chicago nel 2003. L'opera è la nona pièce che compone il "Ciclo di Pittsburgh", un ciclo teatrale di dieci drammi che Wilson ha scritto per ognuno dei dieci decenni del XX secolo.

## Trama
Pittsburgh, 1904. Zia Ester, un'ex-schiava che dichiara di avere 285 anni, viva al numero 1839 di Wylie Avenue e mantiene vive le tradizioni del suo popolo mentre lavora anche come purificatrice di anime. La casa è frequentata anche da Eli, il protettore dell'anziana signora, dalla cameriera Black Mary e dal fratello Caesar, dall'ex schiavo Solly Two Kings, dallo spacciatore Rutherford Seling e da Citizen Barlow, venuto da zia Ester per purificarsi da un crimine che gli pesa sulla coscienza.
La comunità afroamericana locale è scossa da un incidente al mulino, dove un impiegato di colore è stato accusato del furto di un barattolo di chiodi; invece di difendersi dal crimine che non ha commesso, l'uomo si è suicidato gettandosi nel fiume, diventando così un martire agli occhi dei suoi colleghi che hanno proclamato lo sciopero in segno di protesta. Caesar dovrebbe far rispettare la legge, ma non riesce, e conclude solo alcuni arresti e sparatorie. Intanto Zia Ester guida Citizen in un viaggio spirituale a bordo della leggendaria nave negriera "Gem of the Ocean" in rotta verso la mitica Città di Bones. Là, Citizen comincia a capire la storia dei propri antenati e affronta la verità sul suo crimine e l'uomo che ha ferito.
Durante il viaggio spirituale di Citizen, il mulino va a fuoco e Caesar accusa Solly di essere l'autore dell'incendio. Solly per tutta risposta tramortisce Caesar con il suo bastone da passeggio e fugge via. Zia Ester e Rutherford lo aiutano a fuggire con Citizen Barlow, mentre Caesar riesce alla fine a trovarlo e a sparargli. Ferito mortalmente, Solly viene riportato a casa di Zia Ester, che lo veglia fino alla morte e ne lava il corpo per il funerale. Quando Caesar si presenta al numero 1839 di Wylie Avenue per interrogare Solly la sorella Black Mary lo ripudia. Caesar lascia la casa con il cappotto e il bastone di Solly, deciso a rimpiazzarlo nella sua opera nella ferrovia sotterranea per portare verso la libertà gli schiavi fuggiaschi.

## Storia delle rappresentazioni
Dopo le messe in scene a Chicago e Los Angeles nel 2003, Gem of the Ocean ha avuto la sua prima a Broadway il 6 dicembre 2004. Il dramma è rimasto in cartellone al Walter Kerr Theatre per 72 rappresentazioni fino al 6 febbraio 2005. Il cast era composto da Anthony Chisholm (Solly), Lisa Gay Hamilton (Black Mary), Phylicia Rashad (zia Ester), Ruben Santiago-Hudson (Caesar), Eugene Lee (Eli), Raynor Scheine (Rutherford Selig) e John Earl Jelks (Citizen). La regia era di Kenny Leon. La pièce ottenne recensioni positive e fu candidata a cinque Tony Award, tra cui quello alla migliore opera teatrale.
Successivamente Gem of the Ocean è stato portato in scena nella maggiori città statunitensi, tra cui Washington (2006), Honolulu (2011), Hartford (2011) e Memphis (2011).

## Riconoscimenti
- 2005 - Tony Award
  - Candidatura alla migliore opera teatrale
  - Candidatura alla miglior attrice protagonista in un'opera teatrale per Phylicia Rashād
  - Candidatura alla miglior scenografia di un'opera teatrale per David Gallo
  - Candidatura ai migliori costumi di un'opera teatrale per Constanza Romero
  - Candidatura al miglior lighting design di un'opera teatrale per Donald Holder